# ول آبی کوهستانی
ول آبی کوهستانی (نام علمی: Arvicola scherman) نام یک گونه از سرده ول‌های آب‌دوست است. این گونه از کوه‌های شمال اسپانیا تا مرکز اروپا و به طرف شرق تا مرکز رومانی یافت می‌شود.